# Comuna Kanfanar, Istria
Kanfanar este o comună în cantonul Istria, Croația, având o populație de 1.543 de locuitori (2011).

## Demografie
Componența etnică a comunei Kanfanar
     Croați (75,31%)
     Italieni (2,01%)
     Necunoscut (1,1%)
     Neclasificat (21,06%)
Componența confesională a comunei Kanfanar
     Catolici (88,72%)
     Fără religie și atei (3,56%)
     Musulmani (2,2%)
     Ortodocși (1,04%)
     Necunoscută (3,24%)
     Alte religii (1,23%)
Conform recensământului din 2011, comuna Kanfanar avea 1.543 de locuitori. Din punct de vedere etnic, majoritatea locuitorilor (75,31%) erau croați, existând și minorități de afiliați religios (17,37%) și italieni (2,01%). Apartenența etnică nu este cunoscută în cazul a 1,1% din locuitori. Din punct de vedere confesional, majoritatea locuitorilor (88,72%) erau catolici, existând și minorități de persoane fără religie și atei (3,56%), musulmani (2,2%) și ortodocși (1,04%). Pentru 3,24% din locuitori nu este cunoscută apartenența confesională.